# Rathaus Gaming

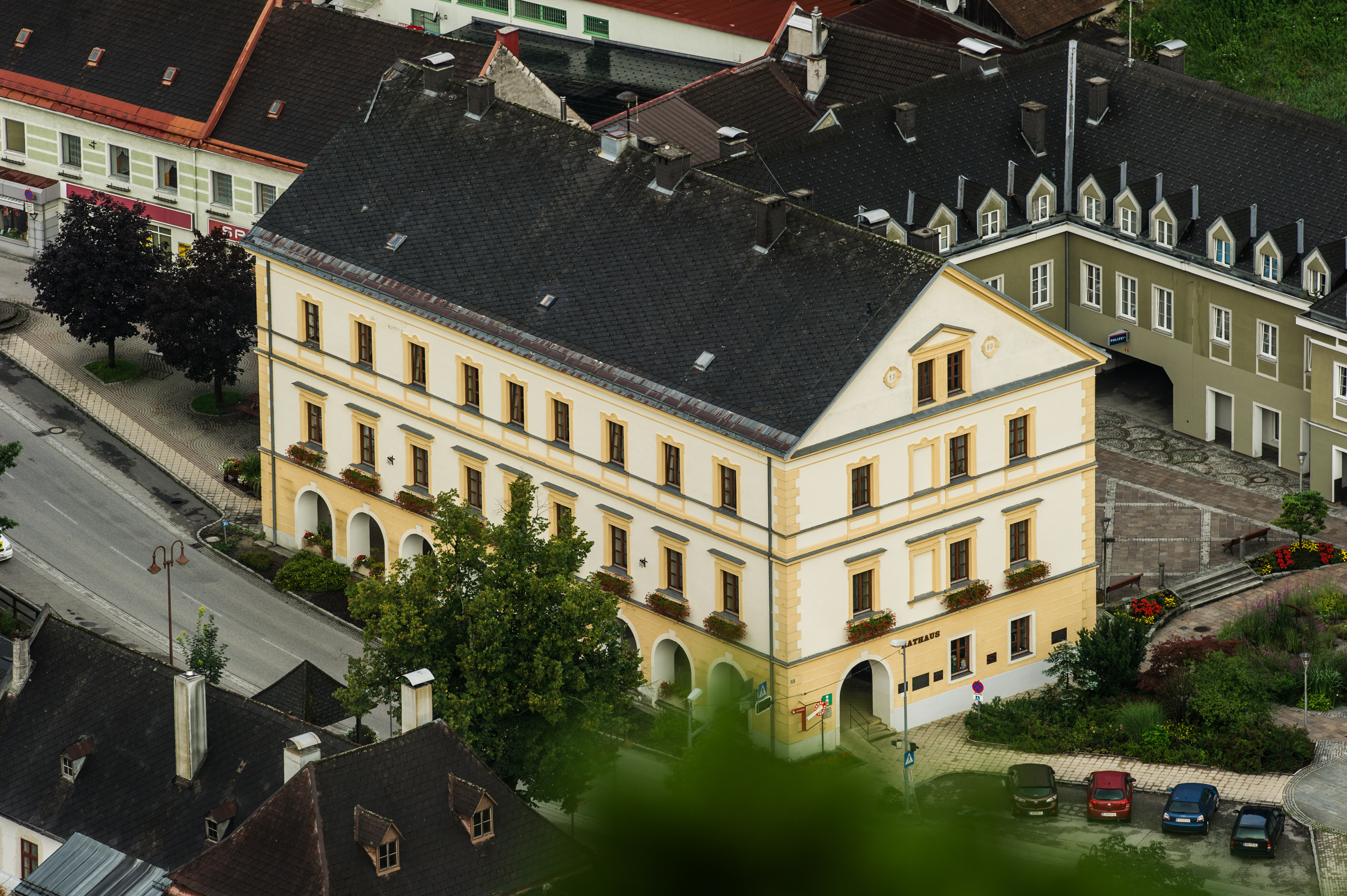
Rathaus im Markt Gaming

Das Rathaus Gaming steht in der Marktgemeinde Gaming im Bezirk Scheibbs in Niederösterreich. Die ehemalige Tafernwirtschaft der Kartause Gaming dient heute als Rathaus und steht unter Denkmalschutz.

## Geschichte
Die ehemalige Taverne der ehemaligen Kartause wurde als vorgeschobener Bau im 17. Jahrhundert erbaut und ist im Kern erhalten. 1890 wurde das Gebäude aufgestockt und erhielt eine historistische Fassade. Bei der Restaurierung (1987/1988) wurde im Gebäude ein straßenparalleler Durchgang ausgebrochen.

## Architektur
Das dreigeschoßige traufständige Gebäude unter einem Satteldach zeigt eine Marktwappenkartusche um 1700. Im Gebäude sind einige Stichkappentonnengewölbe teils mit fragmentiertem Bandlwerkstuck aus dem 17. Jahrhundert erhalten. Einige Türblätter entstanden um 1720.